# Фирсович, Александр Николаевич
Александр Николаевич Фирсович (19 июня 1900а, Бельск, Гродненская губерния — 14 июля 1960, Москва) — советский военный деятель, Генерал-майор танковых войск (17 января 1944).

## Начальная биография
Родился 19 июня 1900 года в городе Бельск Гродненской губернии, ныне город Бельск-Подляски (Польша).

## Военная служба

### Гражданская война
В октябре 1918 года вступил в РККА, после чего красноармейцем был направлен на службу в 3-й стрелковый полк, а в сентябре 1919 года — на учёбу на 2-е Советские Петроградские артиллерийские курсы, где был курсантом, командиром отделения и помощника командира взвода. После окончания курсов в мае 1920 года был направлен во 2-й легко-артиллерийский дивизион (6-я стрелковая дивизия, Западный фронт), где служил на должностях заведующего разведкой и временно исполняющего должность начальника команды связи дивизиона.

### Межвоенное время
После окончания Гражданской войны продолжил служить в составе 6-й стрелковой дивизии на должностях командира взвода и временно исполняющего должность помощника командира батареи школы младших инструкторов артиллерии.
В ноябре 1923 года был направлен на учёбу в Высшую артиллерийскую школу, расположенную в Детском Селе, после окончания которой вернулся в 6-ю стрелковую дивизию, где служил на должностях командира и комиссара батареи артиллерийского полка.
В сентябре 1926 года был направлен на учёбу в Военную академию имени М. В. Фрунзе, после окончания которой в июле 1929 года направлен в 3-й танковый полк (Московский военный округ), где служил на должностях командира роты и начальника штаба полка. В мае 1931 года был назначен на должность командира и комиссара 1-го танкового полка (Белорусский военный округ), а в июне 1933 года — на должность начальника сектора Управления начальника автобронетанковых войск Белорусского военного округа.
После окончания оперативного факультета Военной академии имени М. В. Фрунзе в октябре 1934 года был назначен на должность начальника штаба курсов усовершенствования старшего и среднего военно-технического состава автобронетанковых войск Красной Армии в Приволжском военном округе, а в феврале 1936 года — на должность начальника учебного отдела – помощника начальника этих курсов по учебной части.
29 апреля 1938 года был уволен из РККА по ст. 43 п. «б», в том же году закончил два курса Академии Генштаба. В апреле 1940 года был восстановлен в кадрах РККА и назначен на должность преподавателя кафедры тактики Военной академии механизации и моторизации имени И. В. Сталина.

### Великая Отечественная война
С началом войны находился на прежней должности, в июле 1942 года назначен на должность старшего преподавателя, а с июня 1943 года временно исполнял должность начальника кафедры тактики этой академии. С 17 октября по 23 декабря того же года исполнял должность командира, а затем был назначен на должность заместителя командира 18-го танкового корпуса, который принимал участие в ходе боевых действий по расширению плацдарма на Днепре юго-восточнее Кременчуга, а также в Кировоградской и Корсунь-Шевченковской наступательных операциях.
В феврале 1944 года был назначен на должность командира 8-го механизированного корпуса, который принимал участие в боевых действиях в ходе Уманско-Ботошанской, Восточно-Прусской, Восточно-Померанской и Берлинской наступательных операций, а также при освобождении городов Умань, Млава, Мариенбург и других.

### Послевоенная карьера
После войны генерал-майор танковых войск А. Н. Фирсович продолжил командовать корпусом, который вскоре был преобразован в 8-ю механизированную дивизию. В феврале 1946 года был назначен на должность начальника кафедры тактики высших соединений Военной академии бронетанковых и механизированных войск, а в марте 1949 года — на должность начальника академических курсов усовершенствования офицерского состава при этой же академии.
В ноябре 1950 года вышел в отставку. Умер 14 июля 1960 года в Москве, похоронен на Введенском кладбище (9 уч.).

## Награды
СССР:
- Орден Ленина (21.02.1945);
- Три ордена Красного Знамени (22.02.1944, 03.11.1944, 28.10.1950);
- Орден Суворова 1 степени (29.05.1945);
- Орден Кутузова 1 степени (10.04.1945);
- Орден Красной Звезды (24.06.1943);
- Медали.

Иностранные награды:
- Орден «Крест Грюнвальда» 2 степени (ПНР, 1945);
- Медаль «За Одру, Нису и Балтику» (ПНР, 1945).

Приказы (благодарности) Верховного Главнокомандующего в которых отмечен Фирсович А. Н.
- За овладение городом Знаменка — важнейшим железнодорожным узлом Правобережной Украины и мощным опорным пунктом обороны немцев на кировоградском направлении. 10 декабря 1943 года № 48.
- За овладение сильными опорными пунктами обороны немцев городами Макув, Пултуск, Цеханув, Нове-Място, Насельск. 17 января 1945 года. № 224.
- За овладение городом Пшасныш (Прасныш), городом и крепостью Модлин (Новогеоргиевск) — важными узлами коммуникаций и опорными пунктами обороны немцев. 18 января 1945 года. № 226.
- За овладение городами Хойнице (Конитц) и Тухоля (Тухель) — крупными узлами коммуникаций и сильными опорными пунктами обороны немцев в западной части Польши. 15 февраля 1945 года. № 280.
- За овладение городами Бытув (Бютов) и Косьцежина (Берент) — важными узлами железных и шоссейных дорог и сильными опорными пунктами обороны немцев на путях к Данцигу. 8 марта 1945 года. № 296.
- За овладение городом и крепостью Гданьск (Данциг) — важнейшим портом и первоклассной военно-морской базой немцев на Балтийском море. 30 марта 1945 года. № 319.
- За овладение городами и важными узлами дорог Анклам, Фридланд, Нойбранденбург, Лихен и вступили на территорию провинции Мекленбург. 29 апреля 1945 года. № 351.
- За овладение городами Грайфсвальд, Трептов, Нойштрелитц, Фюрстенберг, Гранзее — важными узлами дорог в северо-западной части Померании и в Мекленбурге. 30 апреля 1945 года. № 352.
- За овладение городами Штральзунд, Гриммен, Деммин, Мальхин, Варен, Везенберг — важными узлами дорог и сильными опорными пунктами обороны немцев. 1 мая 1945 года. № 354.
- За овладение городами Барт, Бад-Доберан, Нойбуков, Варин, Виттенберге и соединении на линии Висмар, Виттенберге с союзными нам английскими войсками. 3 мая 1945 года. № 360

## Память
- На могиле установлен надгробный памятник.
- Имя воина увековечено в Главном Храме Вооружённых сил России, и навсегда запечатлено на мемориале «Дорога памяти» [4]